# Tempel van Hercules Pompeianus
De Tempel van Hercules Pompeianus (Latijn:Aedes Herculis Pompeiani) was een tempel ter ere van Hercules in het oude Rome.
De tempel stond op het Forum Boarium, waar Hercules vanouds werd vereerd omdat hij volgens de legende op deze plaats de reus Cacus had verslagen. De tempel werd in de 1e eeuw v.Chr. gerestaureerd of herbouwd door Pompeius Magnus en droeg daarna ook zijn naam.
Volgens Vitruvius was het een araeostyle tempel, waarbij de zuilen van de pronaos verder uit elkaar stonden dan bij de gemiddelde andere tempel. Om instorting te voorkomen mochten het dak en de architraaf niet te zwaar zijn en deze waren dan ook gemaakt van hout. De architraaf werd versierd met bronzen of terracotta beelden. Dit was een typisch Etruskische tempel. In de tempel stond een standbeeld van Hercules gemaakt door de beroemde Griekse beeldhouwer Myron.
De tempel stond volgens Vitruvius ad Circum Maximum, in de buurt van het Circus Maximus, maar de exacte locatie is onbekend. Onder de kerk Santa Maria in Cosmedin zijn de restanten aangetroffen van een tempel uit het tijdperk van de Romeinse Republiek. Deze restanten werden in het verleden wel in verband gebracht met de Tempel van Hercules Pompeianus, maar deze identificatie is onzeker.

## Antieke bronnen
1. ↑  Vitruvius, De Architectura -3.3.5
2. ↑  Plinius, Naturalis Historia - 35.131

## Referentie
- L. Richardson, jr, A New Topographical Dictionary of Ancient Rome, Baltimore - London 1992. pp. 187-188. ISBN 0801843006